# Лука (Ковачевич)
Епископ Лука (в миру Бра́не Кова́чевич, серб. Бране Ковачевић; 30 октября 1950, Пискавица, Баня-Лука — 17 декабря 2021, XVIII округ Парижа) — архиерей Сербской православной церкви, епископ Западно-Европейский (1999—2021).

## Биография
В 1971 году окончил духовную семинарию Трёх Святителей в Кркском монастыре.
26 июня 1976 года принял монашеский постриг, а на следующий день иеромонашеское рукоположение от епископа Австралийского и Новозеландского Николая (Мрджя).
В 1982 году завершил богословское образование в институте святого Сергия в Париже.
С 1982 по 1992 год монашествовал в монастыре святого Саввы в Илэйн, штат Виктория, Австралия. В 1991 году возведён в сан архимандрита.
Священный Архиерейский собор Сербской православной церкви на майском заседании 1992 года избрал архимандрита Луку для хиротонии во епископа Австралийского и Новозеландского.
17 августа 1992 года хиротонию в Соборном храме Святого Архангела Михаила в Белграде возглавил патриарх Сербский Павел в сослужении сонма епископов.
В том же году в монастыре Святого Саввы в Илэйне состоялся чин интронизации епископа Луки во епископа Австралийско-Новозеландского, управляющим которой он оставался до 1999 года.
В 1997 году был назначен временно управляющим Западно-Европейской епархией, а 13 мая 1999 года Архиерейским Собором избран правящим епископом этой кафедры.
Скончался 17 декабря 2021 года в Париже.